# Rio Ciurtuci
O Rio Ciurtuci é um rio da Romênia, afluente do Beliş, localizado no distrito de Cluj.